# Oulie Keita
Pour les articles homonymes, voir Keita.
 (août 2023).
La mise en forme du texte ne suit pas les recommandations de Wikipédia : il faut le « wikifier ».
Les points d'amélioration suivants sont les cas les plus fréquents :
- Les titres sont pré-formatés par le logiciel. Ils ne sont ni en capitales, ni en gras.
- Le texte ne doit pas être écrit en capitales (les noms de famille non plus), ni en gras, ni en italique, ni en « petit »…
- Le gras n'est utilisé que pour surligner le titre de l'article dans l'introduction, une seule fois.
- L'italique est rarement utilisé : mots en langue étrangère, titres d'œuvres, noms de bateaux, etc.
- Les citations ne sont pas en italique mais en corps de texte normal. Elles sont entourées par des guillemets français : « et ».
- Les listes à puces sont à éviter, des paragraphes rédigés étant largement préférés. Les tableaux sont à réserver à la présentation de données structurées (résultats, etc.).
- Les appels de note de bas de page (petits chiffres en exposant, introduits par l'outil «  Source ») sont à placer entre la fin de phrase et le point final[comme ça].
- Les liens internes (vers d'autres articles de Wikipédia) sont à choisir avec parcimonie. Créez des liens vers des articles approfondissant le sujet. Les termes génériques sans rapport avec le sujet sont à éviter, ainsi que les répétitions de liens vers un même terme.
- Les liens externes sont à placer uniquement dans une section « Liens externes », à la fin de l'article. Ces liens sont à choisir avec parcimonie suivant les règles définies. Si un lien sert de source à l'article, son insertion dans le texte est à faire par les notes de bas de page.
- La présentation des références doit suivre les conventions bibliographiques. Il est recommandé d'utiliser les modèles {{Ouvrage}}, {{Chapitre}}, {{Article}}, {{Lien web}} et/ou {{Bibliographie}}. Le mode d'édition visuel peut mettre en forme automatiquement les références.
- Insérer une infobox (cadre d'informations à droite) n'est pas obligatoire pour parachever la mise en page.

Pour une aide détaillée, merci de consulter Aide:Wikification.
Si vous pensez que ces points ont été résolus, vous pouvez retirer ce bandeau et améliorer la mise en forme d'un autre article.
 (août 2023).
Oulie Keita est une spécialiste en développement international et la directrice exécutive de Greenpeace Afrique. Elle est experte dans la protection de l'environnement, le développement durable et l'engagement des jeunes[pas clair]. Son leadership a contribué à des initiatives mondiales et continentales en faveur de la transformation socio-économique de l'Afrique.

## Jeunesse et formation
Oulie Keita est née dans un environnement multiculturel, ce qui a nourri son intérêt précoce pour les questions internationales et le développement. Elle a obtenu un baccalauréat en relations internationales à l'université du Maryland et une maîtrise en gestion sans but lucratif à l'université Regis (en) à Denver, aux États-Unis. Elle poursuit un doctorat en paix, gouvernance et développement à l'université du Maryland.
Grâce à son éducation et à son expérience pratique, Keita a développé une expertise solide dans le domaine du développement international et de la gestion des organisations à but non lucratif.

## Carrière professionnelle
Avant de rejoindre Greenpeace Afrique en tant que directrice exécutive, Keita a occupé le poste de directrice exécutive du programme YouthConnekt Africa du Programme des Nations Unies pour le développement (PNUD). 
Elle a également travaillé en tant que directrice de la région de l'Afrique francophone pour la campagne ONE Campaign et comme directrice de programme pour Freedom House au Mali.
Tout au long de sa carrière, Keita a participé à des forums tels que le Conseil de sécurité des Nations Unies, l'Assemblée générale des Nations Unies, la Commission de l'Union africaine et le Groupe de la Banque mondiale. 

## Expérience internationale et engagements
Oulie Keita s'engage activement dans la protection de l'environnement et le développement durable en Afrique. En tant que directrice exécutive du programme YouthConnekt Africa du PNUD, elle a travaillé à l'inclusion des jeunes africains dans la transformation socio-économique du continent,. 

## Réalisations notables
Organisation d'un sommet continental rassemblant 10 000 participants du monde entier pour discuter des initiatives climatiques et aboutissant à la création d'un manifeste de la jeunesse africaine sur le changement climatique, présenté lors de la COP27.

## Reconnaissance et prix
- Prix de l'Engagement pour l'Environnement
- Prix de l'Innovation Sociale
- Mention d'Honneur du Prix de la Paix et du Développement
- African Youth Leadership and Entrepreneurship Awards for  2022 and 2023[1].